# Görlitz
Görlitz é uma cidade da Alemanha localizada na região administrativa de Dresden, estado da Saxônia, distrito de Görlitz. É a cidade mais oriental da Alemanha, situada às margens do rio Neisse.
Görlitz foi uma cidade independente (Kreisfreie Städte) ou distrito urbano (Stadtkreis), até 31 de julho de 2008, quando passou a fazer parte do distrito de Görlitz.
É a mais importante cidade da região da Alta Lusácia. Em 2010 Görlitz pretende ser a capital europeia da cultura.

## História
Görlitz foi fundada no século XI. Na Idade Média fazia parte da liga das seis cidades da Alta Lusácia (Oberlausitzer Sechsstädtebund). No século XVI, a maioria dos habitantes de Görlirtz tornaram-se luteranos.
Desde o fim da Segunda Guerra Mundial o rio Neisse é a fronteira entre Alemanha e Polónia. Do lado polaco, há a Görlitz do Leste, denominada Zgorzelec. Hoje moram em Görliz cerca de 57 mil habitantes e em Zgorzelec 33 mil.

## Pontos turísticos
No centro de Görlitz há muitas construções medievais e modernas. Edificios interessantes são:
- Schönhof
- Kaisertrutz
- Karstadt-Warenhaus (centro comerciais de Karstadt)
- Rathaus (Câmara Municipal)
- Peterskirche (Igreja da São Pedro)

## Personalidades
- Jakob Böhme, filósofo
- Oskar Morgenstern, economista
- Reinhart Koselleck, historiador
- Hans Georg Dehmelt, físico (1922), Prémio Nobel de Física de 1989
- Jens Jeremies, futebolista
- Michael Ballack, futebolista

## Ligações externas

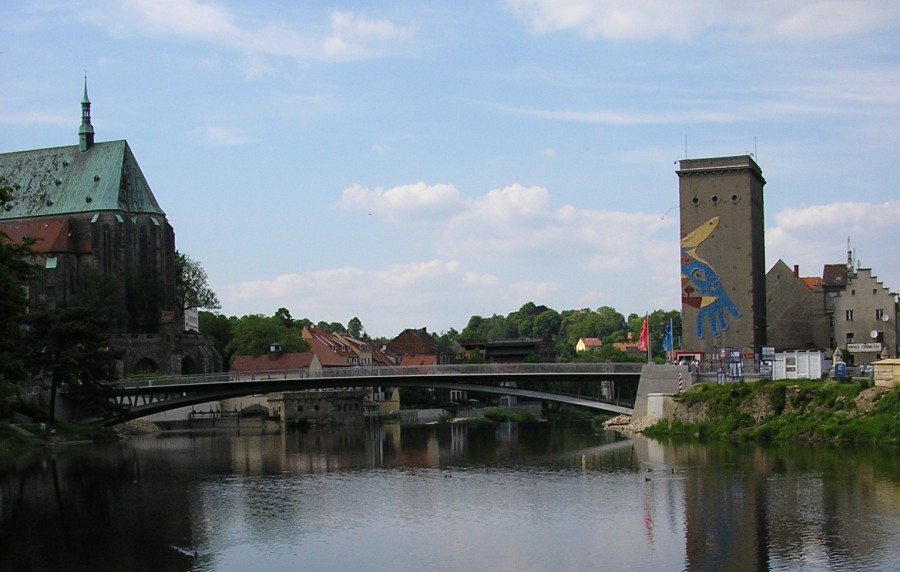
A ponte para pedestres de Görlitz a Zgorzelec